# Luigi Calda
Luigi Calda (fl. XX secolo) è stato un calciatore italiano, di ruolo attaccante.

## Carriera
Nella stagione 1919-1920 ha giocato 3 partite in Promozione (la seconda serie dell'epoca) con la maglia del Parma, società in cui ha militato anche nella stagione 1920-1921 Prima Categoria, campionato nel quale ha disputato 10 partite e segnato 3 reti. Nella stagione 1921-1922 ha giocato fino a dicembre con lo Spezia e successivamente ancora a Parma, dove ha collezionato 5 presenze senza reti in Prima Categoria.
Successivamente ha vestito la maglia crociata anche nella stagione 1923-1924 (13 presenze e 3 gol in Seconda Divisione) e nella stagione 1924-1925 (9 presenze ed un gol in Seconda Divisione), chiusa con la promozione in massima serie.

## Palmarès

### Club

#### Competizioni nazionali
- Seconda Divisione: 1

Parma: 1924-1925